# Усть-Капша (Ганьковское сельское поселение)
Усть-Капша — деревня в Ганьковском сельском поселении Тихвинского района Ленинградской области.

## История
Деревня Усть-Капша упоминается в переписи 1710 года в Дмитровском Капецком погосте Нагорной половины Обонежской пятины.
Как деревня Ускопша она обозначена на карте Новгородского наместничества 1792 года А. М. Вильбрехта.

УСТЬ-КАПША — деревня Устькапецкого общества, прихода Капецкого погоста. Река Капша. 

Крестьянских дворов— 21. Строений — 35, в том числе жилых — 24. 

Число жителей по семейным спискам 1879 г.: 47 м. п., 52 ж. п.; по приходским сведениям 1879 г.: 51 м. п., 58 ж. п.

Сборник Центрального статистического комитета описывал её так:

УСТЬКАПША — деревня бывшая владельческая при реке Капше, дворов — 20, жителей — 100; Часовня, земская почтовая станция. (1885 год)

В конце XIX — начале XX века деревня административно относилась к Куневичской волости 2-го земского участка 2-го стана Тихвинского уезда Новгородской губернии.

УСТЬ-КАПША — деревня Устькапецкого общества, дворов — 34, жилых домов — 47, число жителей: 85 м. п., 84 ж. п. 

Занятия жителей — земледелие, лесные промыслы. Река Капша. Часовня, мелочная лавка, квартира земского начальника. (1910 год)

С 1917 по 1918 год деревня Усть-Капша входила в состав Куневичской волости Тихвинского уезда Новгородской губернии.
С 1918 года в составе Череповецкой губернии.
С 1924 года в составе Капшинской волости.
С 1927 года в составе Михалевского сельсовета Капшинского района.
В 1928 году население деревни Усть-Капша составляло 169 человек.

Деревня Усть-Капша на карте 1932 года

Согласно карте Ленинградской области Северо-западного аэрогеодезического треста ГГУ издания 1932 года деревня насчитывала 20 крестьянских дворов.
По данным 1933 года деревня называлась Устькапша и входила в состав Михалевского сельсовета Капшинского района Ленинградской области.
В 1958 году население деревни Усть-Капша составляло 43 человека.
С 1963 года в составе Тихвинского района.
По данным 1966 и 1973 годов деревня Усть-Капша также входила в состав Михалевского сельсовета.
По данным 1990 года деревня Усть-Капша входила в состав Ганьковского сельсовета.
В 1997 году в деревне Усть-Капша Ганьковской волости проживали 37 человек, в 2002 году — 26 человек (русские — 92 %).
В 2007 году в деревне Усть-Капша Ганьковского СП проживали 17 человек, в 2010 году — 22.

## География
Деревня расположена в центральной части района на автодороге 41А-009 (Лодейное Поле — Тихвин — Чудово).
Расстояние до административного центра поселения — 5 км.
Расстояние до ближайшей железнодорожной станции Тихвин — 36 км.
Деревня находится на левом берегу реки Капша близ места впадения её в реку Паша.

## Демография
| 2007 | 2010 | 2017 |
| ---- | ---- | ---- |
| 17   | ↗22  | ↘20  |

### Национальный состав
Согласно данным Всероссийской переписи населения 2021 года в деревне проживали 22 человека, из них:
 русские — 20, вепсы — 2 человека.

## Улицы
Деревенская, Дорожная, Нижняя, Полевая, Речная.